# Al-Mayurqí
Abu l-Hasan Ali ibn Ahmad ibn Abd al-Aziz ibn Tunayz conegut per la nisba al-Mayurqí fou un gramàtic mallorquí i lector de l'Alcorà. Va recollir hadits a Damasc i Bàssora i va viatjar a Oman i al país dels zanjs (Àfrica) abans de tornar a Bàssora on va morir el 1082. Yaqut al-Hamawi n'esmenta alguns versos i també ho fa al-Suyuti, i alguns més es conserven en manuscrit a la biblioteca de l'Escorial.